# Aphanorrhegma cubense
Aphanorrhegma cubense là một loài Rêu trong họ Funariaceae. Loài này được (Mitt.) Kindb. mô tả khoa học đầu tiên năm 1888.